# Знаменский, Владимир Филимонович
 Влади́мир Филимо́нович Зна́менский (1 (14) июня 1883, Санкт-Петербург, Российская империя —  (21) марта 1964, Ленинград) — доктор медицины. Один из первых российских детских врачей — основоположников петербургской педиатрической школы. Приват-доцент, затем профессор кафедры детских болезней Военно-медицинской академии, профессор кафедры детских болезней Ленинградского Санитарно-гигиенического медицинского института.
Потомственный дворянин; житель блокадного Ленинграда; полковник медицинской службы; Заслуженный врач Узбекской ССР.

## Биография
Родился в Санкт-Петербурге, в старинной духовной семье протоирея Исаакиевского кафедрального собора, члена Петербургской Духовной консистории Филимона Александровича Знаменского и его жены Анны Константиновны. Среднее образование получил в Восьмой петербургской гимназии, которую с золотой медалью окончил в 1902 году. Тогда же поступил в Императорскую Военно-медицинскую академию.
В годы учёбы увлекся педиатрией. Работал на кафедре детских болезней под руководством профессора Н. П. Гундобина. С окончанием в 1907 году академии и получением звания лекаря был оставлен на кафедре в качестве ординатора-экстерна. Двумя годами позже В. Ф. Знаменский принял предложение занять должность врача Городской детской больницы «В память священного коронования Их Императорских Величеств».
На материале этой больницы Владимир Филимонович подготовил и в 1913 году в стенах Военно-медицинской академии успешно защитил диссертацию на звание доктора медицины. Он назвал её: «Изменение печени при скарлатине у детей». По поручению Конференции ВМА, цензорами диссертации были заслуженный профессор ВМА А. И. Моисеев, профессор А. Н. Шкарин и приват-доцент, лейб-педиатр И. П. Коровин.
В звании доктора медицины В. Ф. Знаменский продолжил работу во Городской детской больнице «В память священного коронования Их Императорских Величеств» почти до Февральской революции. В 1916 году он перевёлся в больницу Марии Магдалины и одновременно был принят врачом в гимназию Л. Д. Лентовской.
В 1919 году начальник кафедры детских болезней ВМА профессор А. Н. Шкарин предложил Владимиру Филимоновичу занять должность ассистента своей кафедры. Это произошло за год до трагической гибели профессора.
После смерти А. Н. Шкарина в течение почти года обязанности начальника кафедры исполнял приват-доцент М. Ф. Руднев. Среди претендентов на должность профессора был и В. Ф. Знаменский, но в мае 1921 года Конференция академии новым руководителем кафедры избрала самого молодого ученика А. Н. Шкарина — М. С. Маслова.
Продолжив работу на кафедре детских болезней ВМА под руководством М. С. Маслова, в 1924 году Владимир Филимонович был избран её старшим преподавателем (приват-доцентом). Это стало возможным после появления вакансии, что было обусловлено отъездом М. Ф. Руднева в Днепропетровск. С этого времени и на долгие годы В. Ф. Знаменский стал бессменным заместителем М. С. Маслова, который, вскоре возглавив ещё одну кафедру в Научно-практическом институте Охраны материнства и младенчества, возложил на Владимира Филимоновича большу́ю часть своих обязанностей в ВМА.
Работая на кафедре, в эти же годы В. Ф. Знаменский руководил одним из детских санаториев Петрограда, педиатрической службой Туберкулёзного диспансера Петроградского района (ул. Красных Зорь, д. 37а), а с открытием в 1933 году на 14-й линии Васильевского острова детской больницы им. Н. К. Крупской стал здесь штатным консультантом по туберкулезу.
С началом Великой Отечественной войны В. Ф. Знаменский оставался в осажденном Ленинграде, пока не было принято решение эвакуировать Военно-медицинскую академию в Самарканд. В феврале 1942 года по льду Ладожского озера из числа всех служб академии, кафедра детских болезней покинула Ленинград одной из последних. В Самарканде, помимо преподавательской и научной деятельности, Владимир Филимонович нёс огромную лечебную нагрузку. В 1943 году заслуги Владимира Филимоновича были отмечены званием заслуженного врача Узбекской ССР. По времени это почти совпало с присвоением ему воинского звания полковника медицинской службы.
После снятия блокады Ленинграда, в июне 1944 года Военно-медицинская академия в полном составе возвратилась домой. Ещё в 1941 году клиника детских болезней на Боткинской ул. серьёзно пострадала от артиллерийских обстрелов. Весь коллектив кафедры принялся за её скорейшее восстановление. Осенью 1944 года она приняла уже первых пациентов.
В 1944 году В. Ф. Знаменскому было присвоено учёное звание профессора, а двумя годами позже он возглавил кафедру детских болезней Ленинградского Санитарно-гигиенического медицинского института. Его предшественником был известный ленинградский педиатр, профессор Виктор Осипович Мочан, который умер во время эвакуации в Омске. В должности заведующего кафедрой В. Ф. Знаменский оставался до выхода в 1960 году на пенсию.
Профессор Владимир Филимонович Знаменский скончался 21 марта 1964 года и был похоронен на Богословском кладбище в Ленинграде.

## Семья
- Жена: Эмма Константиновна Знаменская;
- Брат: Сергей Филимонович Знаменский[8] (род.: 1878) — преподаватель, член партии Союз социалистов-революционеров-максималистов[9]

## Адреса в Петербурге
В детские и юношеские годы В. Ф. Знаменский проживал с родителями сначала по адресу Конногвардейский бульвар, д. 5, а затем поблизости — в доме № 6 по Галерной ул.
После окончания ВМА непродолжительное время Владимир Филимонович снимал квартиру в доходном доме на Зверинской ул., д. 7.
С 1910 года в течение шести лет семья В. Ф. Знаменского проживала в доме № 1/33 на углу Большого проспекта Петроградской стороны и Церковной ул. С 1917 года и до своей смерти В. Ф. Знаменский жил в доме № 12 по Съезжинской ул., там же на Петроградской стороне.

## Некоторые научные труды
В. Ф. Знаменский был автором более 40 научных работ. Ниже приведены лишь некоторые из них:
- Знаменский В. Ф. Изменения печени при скарлатине у детей. Дис. на степ. д-ра мед. В.Ф. Знаменского /Из Патолого-анат. каб. Гор. дет. больницы "В память свящ. коронования Их Имп. Величеств". — СПб.: тип. Е.М. Малаховского, 1913. — 105 с. — (Серия докторских диссертаций, допущенных к защите в Императорской Военно-медицинской академии в 1912-1913 учебном году ; № 60).
- Знаменский В. Ф. Краткий учебник болезней детского возраста. (Для медтехникумов) / Пр.-доц. В. Ф. Знаменский, старш. препод. при Кафедре и Клинике детских болезней Воен.-мед. акад. — Л., М.: Огиз - Гос. мед. изд-во, 1931. — 144 с.
- Знаменский В. Ф., Вайль В. С. Справочник для врачей суворовских военных училищ / Полк. мед. службы проф. В. Ф. Знаменский и подполк. мед. службы доц. В. С. Вайль / Под ред. заслуж. деятеля науки ген.-майора мед. службы акад. М. С. Маслова и ген.-майора мед. службы акад. Ф. Г. Кроткова / Гл. воен.-сан. упр. Красной Армии. — М.: Центр. тип. им. Ворошилова, 1944. — 80 с.
- Знаменский В. Ф. Техника диагностических приемов и терапии больного ребенка. — Л.: Медгиз. Ленингр. отд-ние, 1951. — 87 с. — (Библиотека практического врача).
- Знаменский В. Ф., Галанин Н. Ф., Вайль В. С. Краткое пособие по педиатрии. Для врачей войск. частей, Суворов. воен. училищ, школ и закрытых дет. учреждений /Под ред. действ. чл. Акад. мед. наук, засл. деятеля науки проф. М.С. Маслова. — Л.: Медгиз. Ленингр. отд-ние, 1947. — 182 с.

#### Доклады на заседаниях Общества детских врачей
| К вопросу о типе дыхания у детей           | 22.10.1908 | Патолого-анатомические изменения печени при скарлатине | 13.02.1913 |
| Состояние здоровья школьников в 1918/19 г. | 30.11.1921 | Впечатления от заведования детским санаторием          | 18.05.1921 |
| Редкие случаи опухолей мозга               | 6.10.1920  | Случай экземы на почве артритизма (дем.)               | 31.08.1923 |
| Туберкулез и физическое развитие детей     | 1925       | Обзор деятельности Общества за 1914—1920 гг.           | 9.12.1925  |

## Вклад в педиатрию
Современники видели в В. Ф. Знаменском прежде всего выдающегося клинициста. Вот как о нем отзывался доцент П. И Егоров:

«Отношение Владимира Филимоновича к больным было особое — его трудно описать, это нужно было видеть своими глазами. Он был ласков со всеми детьми, обходителен с матерями больных детей, быстро находил с ними контакт. Дети, даже грудного возраста, не плакали и не капризничали, когда их осматривал профессор. Они видели его добрые глаза, чувствовали добрые руки и добрую душу. Все дети в больнице любили его и сами заигрывали с ним, когда встречали его в палатах или в коридоре. Со своими коллегами, сестрами милосердия и нянечками (тогда еще в больницах сохранилась старая гвардия персонала, работающего от души, а не только за жалование) Владимир Филимонович был предельно обходительным и заботливым. Своей интеллигентностью, мягкостью и трудолюбием он завоевал наше расположение и доверие с первых дней наших занятий как доброжелательный человек и истинный детский доктор.
В. Ф. Знаменский был благороднейшим человеком, настоящим интеллигентом, эрудированным клиницистом, милосердным ко всем и особенно к больным детям — это был детский доктор от Бога».
— Шабалов Н. П. Старейшая в России кафедра педиатрии. — СПб.: ВМА, 2001. — 47 с.
Наряду с профессором П. С. Медовиковым В. Ф. Знаменский оказался одним из основоположников детской фтизиатрической школы Ленинграда. Большой вклад внес Владимир Филимонович в изучение функциональных особенностей желудочно-кишечного тракта у здоровых и больных детей.
Под руководством В. Ф. Знаменского защищены 1 докторская и 5 кандидатских диссертаций.

## Награды
- Орден Ленина;
- Орден Трудового Красного Знамени;
- Медаль «За оборону Ленинграда»;
- Заслуженный врач Узбекской ССР.